# سوخو-۹
سوخو -۹ (به روسی: Сухой Су-۹) (نام اختصاص داده شده ناتو: Fishpot) یک هواپیمای رهگیر جت تک موتوره، مجهز به موشک و  مناسب برای همه شرایط آب و هوایی بود، که در اتحاد جماهیر سوسیالیستی شوروی ساخته شد.

## توسعه

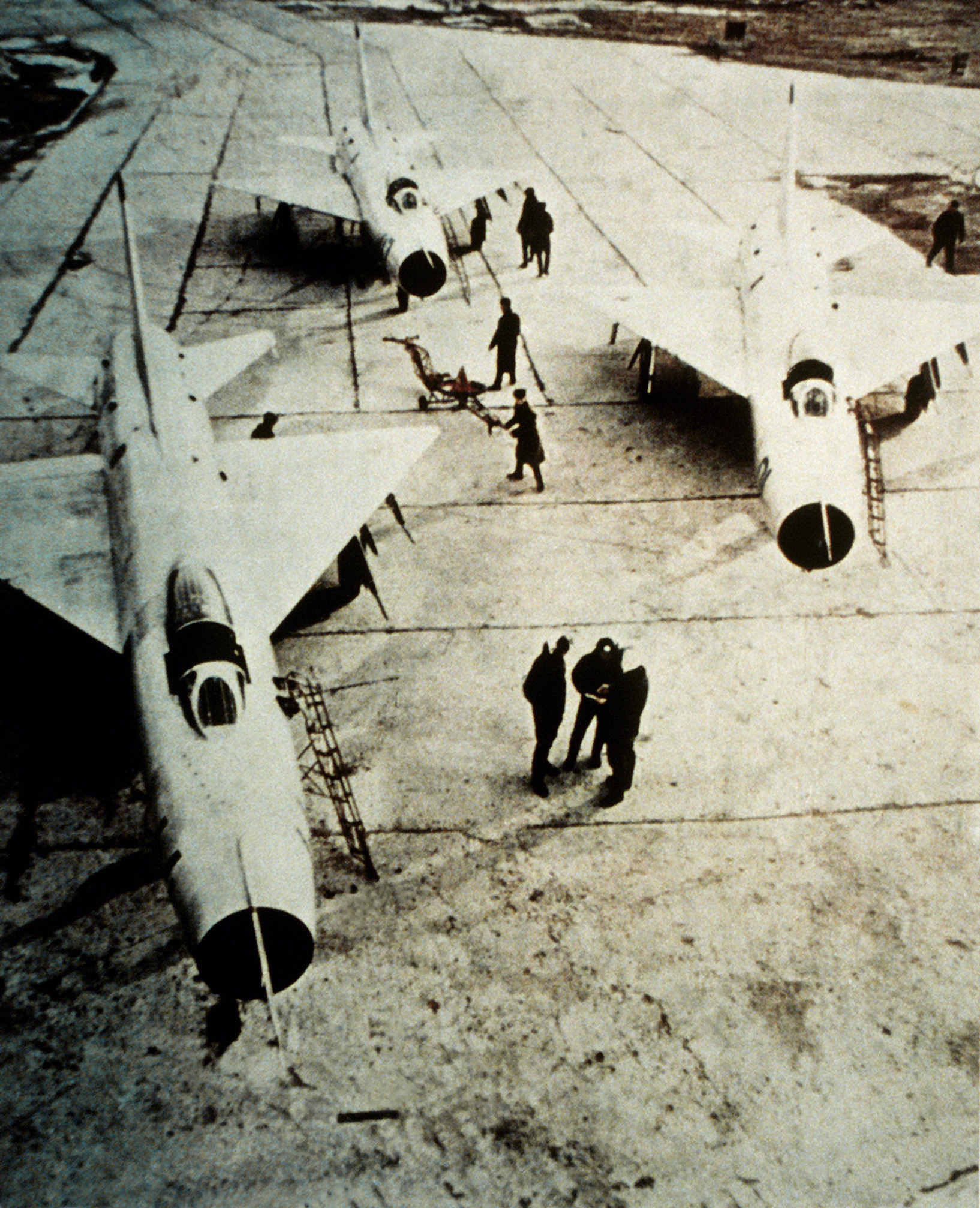
سه فروند سوخو-۹ در سال ۱۹۸۲

سوخو-۹ محصول مطالعات آیرودینامیکی انجام شده، توسط مرکز آیرودینامیک شوروی TsAGI) (به روسی: Центра́льный аэрогидродинами́ческий институ́т, ЦАГИ، آوانگاری: Tsentralniy Aerogidrodinamicheskiy Institut)، در طی جنگ کره می‌باشد، این مؤسسه چندین پیکربندی بهینه آیرودینامیکی برای جنگنده‌های جت ساخت اتحاد جماهیر شوروی را ابداع نمود. نمونه اولیه این طرح برای اولین بار در سال ۱۹۵۶ با نام تی-۴۰۵ به پرواز درآمد. توسعه سوخو-۹ همزمان با سوخو-۷ (نام ناتو «فیتر») به انجام رسید، غرب برای اولین بار هر دو را در روز هوانوردی توشینو در ۲۴ ژوئن ۱۹۵۶ مشاهده نموده و در ابتدا نام فیتر-بی را به آن اختصاص داد،سوخو-۹ در سال ۱۹۵۹ به خدمت گرفته شد.
مجموعاً در حدود ۱٬۱۰۰ فروند از این نوع هواپیماهی جنگنده تولیدشد. اعتقاد بر این است که حداقل برخی از جنگنده‌های سوخو-۹ به هواپمیاهای پیشرفته تر سوخو-۱۱ ("Fishpot-C") ارتقا یافته باشند. هیچ‌کدام از این دو نوع هواپیمای جنگنده به هیچ‌یک از کشورهای هم پیمان اتحاد جماهیر شوروی و نه به کشورهای پیمان ورشو صادر نشدند. سوخو-۹‌های باقی مانده و بعداً جنگنده‌های سوخو-۱۱ در طول سالهای ۱۹۷۰ بازنشسته شدند. برخی به عنوان وسایل آزمایشی حفظ شده یا به هواپیماهای بدون سرنشین با کنترل از راه دور تبدیل شدند. سوخو-۹ با گونه ارتقا یافته آن سوخو-۱۱ و جنگندهای بسیار برتر سوخو-۱۵ فلاگون و میگ-۲۵ فاکس بت جایگزین، شد.
مستندات بسیار محدودی در مورد سابقه رزمی سوخو-۹ "Fishpot" وجود دارد. این احتمال وجود دارد که در رهگیری هواپیماهای دشمن (یا حتی شلیک به آنها) و همچنین مأموریت‌های شناسایی نقش داشته باشند، اما هیچ اطلاعاتی به‌طور عمومی از حالت طبقه‌بندی خارج نشده است.
سوخو-۹ به عنوان یک رهگیر، در گشت زنی‌های معمول و حفاظت از مرزهای شوروی مورد استفاده قرار می‌گرفت. شناخته شده‌ترین آنها در رهگیری یو-۲ به خلبانی فرانسیس گری پاورز در خاک شوروی در ۱ می ۱۹۶۰ بود. سوخو-۹ غیرمسلح بود و مأموریت داشت تا یو-۲ را به خارج براند. حمله اول به دلیل اختلاف زیاد سرعت دو هواپیما موفق نبود و سوخو-۹، هدف خود یو-۲ را از دست داده 
و به دلیل کمبود سوخت، خلبان تصمیم گرفت از رهگیری آن منصرف شده و به مسیر اولیه پرواز خود ادامه دهد. خلبان آن، کاپیتان ایگور منتیوکوف، بعداً ادعا کرد که در طی رهگیری جریان پسروی ناشی از هواپیمای او باعث خسارت به هواپیمای یو-۲ و در نهایت سقوط آن شده است. او گزارش رسمی را که یو-۲ توسط یک موشک سام-۲ سرنگون شده را رد کرده و توضیح داد که پاورز نمی‌توانست از چنین ضربه ای (اصابت موشک سام-۲) جان سالم به در ببرد.
در ۴ سپتامبر ۱۹۵۹ یک سوخو-۹ اصلاح شده (که تی-۴۳۱ نامگذاری شده بود) به خلبانی ولادیمیر سرگیویچ ایلیوشین، رکورد جهانی جدیدی را برای ارتفاع مطلق پرواز برابر با ۲۸٬۸۵۲ متر (۹۴٬۶۵۸ فوت) به ثبت رساند. در نوامبر همان سال، ایلیوشین چندین رکورد جدید سرعت/ارتفاع پایدار را با همان هواپیما ثبت نمود. این رکورد بعداً در ۶ دسامبر ۱۹۵۹ توسط فرمانده لورنس ای. فلینت جونیور شکسته شد. وی که هدایت یک فانتوم اف-۴اچ-۱ را بر عهده داشت در طی صعود نامحدود به رکورد جهانی ۹۸٬۵۵۷ فوت (۳۰٬۰۴۰ متر) دست یافت.
بابروکابه تأسیسات ذخیره‌سازی اولیه اتحاد جماهیر شوروی برای سوخو-۹ تبدیل شد، زیرا تا سال ۱۹۸۱ حداقل ۲۴۳ فروند هواپیمای سوخو-۹ در آنجا پارک شده بودند.

## طراحی

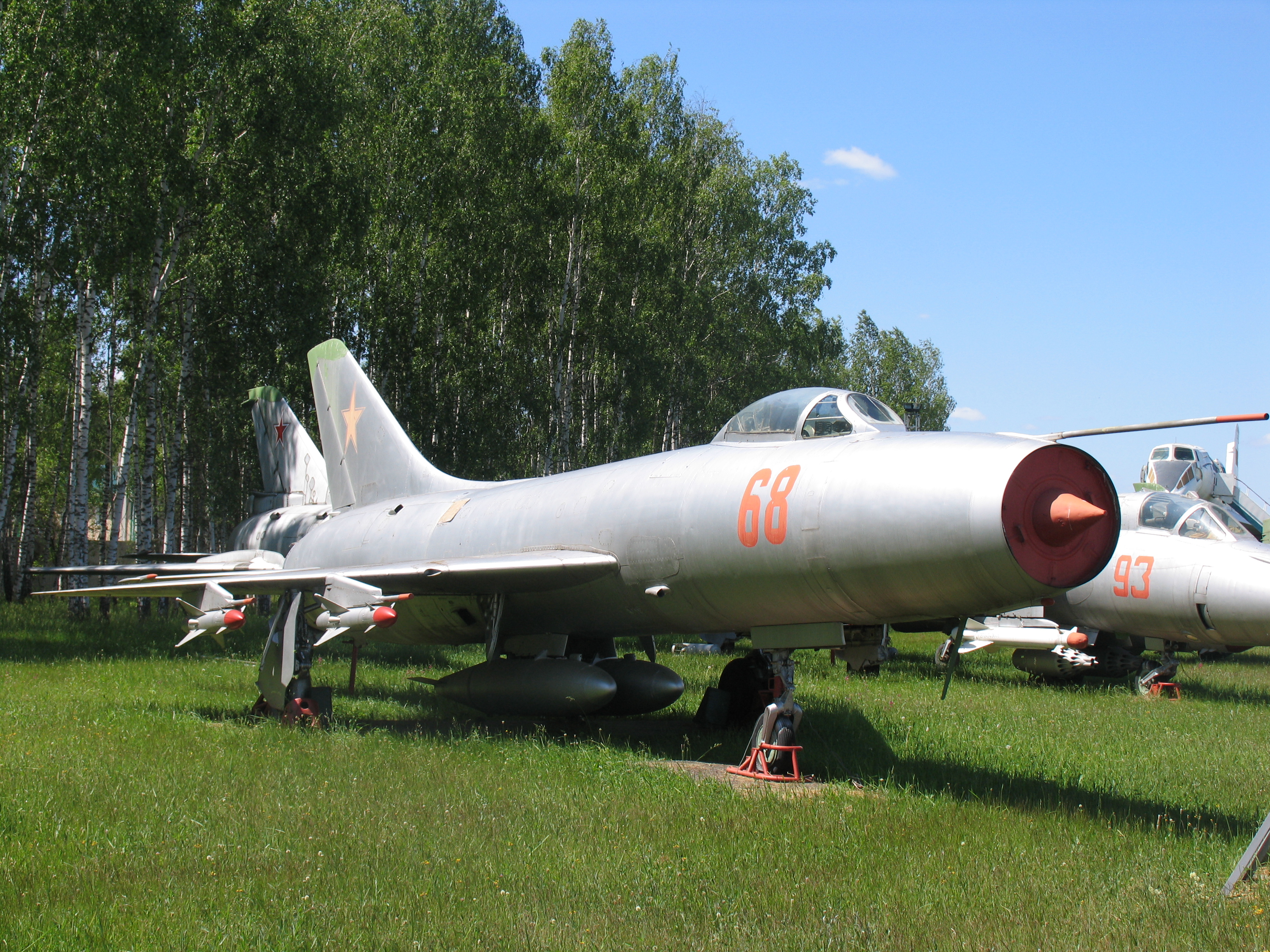
سوخو-۹ در موزه مرکزی نیروی هوایی روسیه در مونینو

سوخو-۹ دارای طراحی بدنه و دم مشابه با سوخو-۷ بود، اما بر خلاف بالهای پس خمیده آن هواپیما، دارای بال دلتا با زاویه °۵۳ و یک پایدار کننده متعارف در دم بود. البته دارای مشابهت‌های دیگری در طراحی با سوخو-۷ بود، از جمله ترمزهای هوایی نصب شده در عقب بدنه، موتور توربوجت لیولکا ای ال-۷، ورودی هوای موتور در دماغه هواپیما و همچنین مخروط ورودی دهانه برای نصب تجهیزات رادار.
سوخو-۹ از یک پروژه مشابه قبلی برای توسعه هواپیمای جدید با نام تی-۳ توسعه یافت. در داخل سازمان سوخو این هواپیما با نام تی-۴۳ نیز شناخته می‌شد.
در طراحی سوخو-۹ ،بال دلتا به دلیل نیروی پسار کمتر آن در طی پرواز مافوق صوت مورد استفاده قرار گرفت. حجم بیشتر بال دلتای این هواپیما نیز باعث شد تا ظرفیت ذخیره سوخت در مقایسه با سوخو-۷، کمی افزایش داشته باشد.سوخو-۹ قادر به دستیابی به سرعت ۱٫۸ ماخ در ارتفاع یا حدود ۱٫۱۴ ماخ با حمل موشک بود. با این حال، نسبت سوخت به وزن این هواپیما حداقل بوده و دارای شعاع عملیاتی محدودی بود. این هواپیما سرعت چرخشی بالاتر از سوخو-۷ داشت، که سرعت چرخشی آن معادل ۳۶۰ کیلومتر در ساعت (۲۲۵ مایل در ساعت) بود. برخلاف سوخو-۷ که دارای سیستم‌های کنترلی دست و پاگیر اما با ویژگی‌های کنترلی مطیعی بود «فبش پات» کنترل‌های سبک و پاسخگویی داشت، اما خطای خلبان را غیر قایل چشم پوشی می‌نمود.
سوخو-۹ دارای یک رادار اولیه آر-۱-ال (نام اختصاص داده شده ناتو: High Fix)در مخروط ورودی دهانه بود و به چهار موشک هوا به هوا از نوع کا-۵ و با هدایپ پرتوسواری مسلح بود، مانند همه موشک‌های هوا به هوا، با این نوع سیستم هدایت، کا-۵ نیز آنقدر دارای محدودیت بود که عملاً برای نبردهای هوایی بی فایده بود.
برخلاف سوخو-۷ و بعدها سوخو-۱۵، بروی سوخو-۹ توپ نصب نشده بود، و دو جایگاه زیر بدنه برای حمل مخازن سوخت خارجی در نظر گرفته شده بود.
یک نسخه آموزشی دو سرنشینه از این هواپیما به نام سوخو-۹ یو نیز به تعداد محدودی (حدود ۵۰ فروند) تولید شد. ناتو نام "Maiden" را بر این هواپیما اختصاص داد. این مدل دارای سیستم تسلیحات و رادار کامل با نمایشگر در هر دو کابین بود که به کارآموزان اجازه می‌داد تا تمام جنبه‌های مأموریت رهگیری را تمرین نمایند. با این حال، از آنجایی که صندلی دوم میزان ذخیره سوخت هواپیما را کاهش می‌داد، این مدل واقعاً دارای توانایی رزمی نبود.
سوخو-۹ اغلب با میگ-۲۱ اشتباه گرفته می‌شود، زیرا شباهت‌های زیادی در طراحی دارند. ویژگی‌های متمایز اولیه اندازه سوخو-۹ و کاناپی حبابی آن است.

## کاربران
اتحاد جماهیر شوروی
- نیروی دفاع هوایی شوروی

هنگ هوایی ۸۹۴ جنگنده، پایگاه هوایی ازرنایه،  جمهوری سوسیالیستی اوکراین شوروی
۱۹۵۹ الی ۱۹۷۹.

## مشخصات (سوخو-۹)
داده‌ها از OKB Sukhoi: a history of the design bureau and its aircraft
ویژگی‌های عمومی
- خدمه: ۱ (۲ سرنشین در گونه آموزشی سوخو-۹ یو)
- طول: ۱۶٫۷۷۲ متر (۵۵ فوت ۰ اینچ)
- پهنای بال: ۸٫۵۳۶ متر (۲۸ فوت ۰ اینچ)
- ارتفاع: ۴٫۸۲ متر (۱۵ فوت ۱۰ اینچ)
- مساحت بال‌ها: ۳۴ متر مربع (۳۷۰ فوت مربع)

طرح سه نمای جنگنده سوخو-۹.

- وزن خالی: ۷٬۶۷۵ کیلوگرم (۱۶٬۹۲۰ پوند) * وزن هواپیما در زمان فرود: ۸٬۶۵۸ کیلوگرم (۱۹٬۰۸۸ پوند)
- وزن ناخالص: ۱۰٬۷۵۵ کیلوگرم (۲۳٬۷۱۱ پوند)
- بیشترین وزن برخاست: ۱۲٬۵۱۲ کیلوگرم (۲۷٬۵۸۴ پوند)
- ظرفیت سوخت: ۳٬۱۰۰ کیلوگرم (۶٬۸۳۴ پوند) مخازن سوخت داخلی + ۲٬۱۶۰ کیلوگرم (۴٬۷۶۲ پوند) مخازن سوخت بیرونی
- پیشرانه: ۱ عدد موتور توربوجت دارای پس سوز لیولکا ای ال-۷اف-۱–۱۰۰, ۶۶٫۶۷ کیلونیوتن (۱۴٬۹۸۷ پوند-نیرو) thrust dry, ۹۴٫۱۲ کیلونیوتن (۲۱٬۱۵۸ پوند-نیرو) با پس‌سوز

عملکرد
- حداکثر سرعت: ۲٬۱۲۰ کیلومتر بر ساعت (۱٬۳۲۰ مایل بر ساعت، ۱٬۱۴۰ گره) / ۲ ماخ در ارتفاع ۱۳٬۰۰۰ متر (۴۳٬۰۰۰ فوت)

۲٬۲۳۰ کیلومتر بر ساعت (۱٬۳۹۰ مایل بر ساعت؛ ۱٬۲۰۰ گره) بالاتر از ۱۳٬۰۰۰ متر (۴۳٬۰۰۰ فوت)
- سرعت فرود: ۳۰۵–۳۱۰ کیلومتر بر ساعت (۱۹۰–۱۹۳ مایل بر ساعت؛ ۱۶۵–۱۶۷ گره)
- بُرد: ۱٬۳۵۰ کیلومتر (۸۴۰ مایل، ۷۳۰ مایل دریایی) داخلی
- بُرد معبر: ۱٬۸۰۰ کیلومتر (۱٬۱۰۰ مایل، ۹۷۰ مایل دریایی) مخازن سوخت بیرونی
- مداومت پروازی: ۱ ساعت و ۱۸ دقیقه با مخازن سوخت داخلی

۲ ساعت با مخازن سوخت بیرونی
- حداکثر ارتفاع: ۲۰٬۰۰۰ متر (۶۶٬۰۰۰ فوت)
- حد شتاب جی: +۷
- بارگیری بال: ۳۱۶ کیلوگرم بر متر مربع (۶۵ پوند بر فوت مربع)
- نیرو/وزن: ۰٫۸۹
- طول باند مورد نیاز برای فرود: ۱٬۱۵۰–۱٬۲۵۰ متر (۳٬۷۷۰–۴٬۱۰۰ فوت) بدون چتر ترمز

تسلیحات

- آویزگاه‌های حمل سلاح: ۲ × نقاط سخت زیر بدنه برای مخازن سوخت بیرونی و ۴ × جایگاه تسلیحات در زیر بال برای حمل ۵۰۰ کیلوگرم (۱٬۱۰۰ پوند) مخازن سوخت بیرونی قابل پرتاب[۶] و جنگ‌افزارها، با مقرراتی برای حمل ترکیبی از: ، با قابلیت حمل ترکیبی از:
  - موشک‌ها: ۴ ×موشک هوا به هوا کا-۵

اویونیکس

رادار آر-۱-ال (نام اختصاص داده شده ناتو: High Fix)